# Carl Tronier
Carl Christian Tronier (født 8. september 1809 i Helsingør, død 7. august 1877) var en dansk depotforvalter, branddirektør og medlem af Folketinget 1853-1854.
Tronier var søn af materialeskriver på Kronborg Georg Christian Tronier (1774-1871) og Sophie Frederikke Tronier født Weltzien (1779-1868). Han blev kopist i Vejkontoret i 1836 og skriver i Artilleribrigaden i 1848. Han var depotforvalter i Odense 1848-1850. Tronier blev udnævnt til branddirektør i Merløse Herred i 1855, samt fra 1861 også en del af Præstø Amt med bopæl i Næstved. Han var medlem af Næstved Byråd 1869-1875.
Tronier var sekretær i Bondevennernes Selskab 1852-1854. Han var med til at stifte Folkevennernes Selskab og bestyrelsesmedlem fra 1853, og med til at stifte Den danske Haandværkerforening og bestyrelsesmedlem fra 1854. De to sidstnævnte foreninger var forsøg på at skaffe Bondevennerne adgang i København.
Han stillede op til Folketingsvalget 1852 i Verningekredsen og valget i februar 1853 i Kværndrupkredsen men tabte disse to valg på Fyn. Balthazar Christensen forlod Folketinget i juli 1853 da han blev valgt til Landstinget. Tronier blev valgt til Folketinget ved det efterfølgende suppleringsvalg i Københavns 5. valgkreds (Blæsenborgkredsen) og var medlem af Folketinget fra 31. august 1853 til 1. december 1854. Han stillede ikke op igen.
Tronier var gift to gange. Hans første kone var Helga Tronier født Petersen. Hans anden kone var Frederikke Jacobine Tronier født Gram (død 1894). Hun havde tidligere været gift med en styrmand Brinckmann og blevet enke.